# Side om side
Side om side (littéralement : Côte à côte) est une série télévisée norvégienne en cent épisodes d'environ 30 minutes créée par Terje Solli et diffusée entre le 7 septembre 2013 et le 4 novembre 2023 sur NRK1.
Cette série est inédite dans tous les pays francophones.

## Distribution

### Famille Pedersen
- Tuva Greaker : Vilde Pedersen
- Axel Omejer : Sander Pedersen
- Arnhild Litleré : Britt Pedersen
- Tore Sagen : Frode Pedersen
- Pernille Sørensen : Lisbeth Berg

### Famille Kopperud
- Jon Almaas : Christian Kopperud
- Charlotte Frogner : Céline Kopperud
- Emil Åsberg Sørby : Didrik Kopperud
- Olav Omejer : Andreas Kopperud

### Famille Kvåle
- Vidar Magnussen : Jonas Kvåle
- Henriette Marø: Silje Helgesen
- Alma Günther: Alexandra «Alex» Helgesen
- Marie Blokhus	: Maria Lark

### Autres personnages
- Hans Morten Hansen : Rolf Gullestad
- Steinar Sagen : Tommy Blegeberg